# Pierre Deladonchamps
Pierre Lefèbvre de Ladonchamps (Nancy, 1 de junho de 1978) é um ator francês. Ficou conhecido por estrelar o filme L'Inconnu du lac, pelo qual ganhou um Prêmio César de melhor ator revelação. Também foi indicado ao César de melhor ator por sua atuação no filme Le Fils de Jean. Em 2015, foi feito cavaleiro da Ordem das Artes e das Letras pelo Governo da França.

## Filmografia

### Cinema
- 2008 : Skate or die de Miguel Courtois : Um policial em patins
- 2013 : L'Inconnu du lac d'Alain Guiraudie : Franck
- 2014 : All-Round Appraiser Q : The Eyes of Mona Lisa de Shinsuke Sato
- 2015 : Une enfance de Philippe Claudel : Duke
- 2016 : House of Time de Jonathan Helpert : Louis Legarec
- 2016 : Éternité de Trần Anh Hùng : Charles
- 2016 : Le Fils de Jean de Philippe Lioret : Mathieu
- 2017 : Nos années folles de André Téchiné : Paul Grappe
- 2017 : Nos patriotes de Gabriel Le Bomin : Baptiste (Félix)
- 2018 : Photo de famille de Cécilia Rouaud : Mao
- 2018 : Plaire, aimer et courir vite de Christophe Honoré : Jacques
- 2018 : Les Chatouilles de Andréa Bescond et Éric Métayer : Gilbert Miguié
- 2018 : Le vent tourne de Bettina Oberli : Alex
- 2019 : Notre dame de Valérie Donzelli : Bacchus
- 2020 : Vaurien de Peter Dourountzis : Djé
- 2021 : Madame Claude de Sylvie Verheyde : Serge
- 2021 : Eiffel de Martin Bourboulon : Antoine Restac

### Televisão

#### Telefilmes
- 2009 : Louise Michel de Sólveig Anspach : Henri Bauer
- 2011 : L'Amour en jeu de Jean-Marc Seban : Stan

#### Séries de TV
- 2003 : Famille d'accueil (temporada 3, episódio 2) : Stan
- 2008 : Nicolas Le Floch (L'Homme au ventre de plomb) : Jean de Langremont
- 2008 : Engrenages (temporada 2, episódio 4) : Boussac
- 2008 : Sœur Thérèse.com (temporada 7, épisode 15) Meurtre au grand bain : Martial Zeller
- 2009 : Central nuit (temporada 7, épisode 3) : Rachid, l'infirmier
- 2010 :R.I.S. Police scientifique (temporada 6, épisode 7) : Cédric Roussel
- 2016 : Trepalium - 6 episódios : Ruben Garcia
- 2019 : Mouche de Jeanne Herry : Adrien
- 2020 : Romance de Hervé Hadmar : Jérémy
- 2021 : Mixte (série Prime Video) : Paul Bellanger

### Podcast
- 2019 : Projet Orloff : Mathieu Fouché